# Euriphene hobleyi
Euriphene hobleyi är en fjärilsart som beskrevs av Sheffield Airey Neave 1904. Euriphene hobleyi ingår i släktet Euriphene och familjen praktfjärilar. Inga underarter finns listade i Catalogue of Life.